# Leyla Badirbeyli
 (mai 2022).
Si vous disposez d'ouvrages ou d'articles de référence ou si vous connaissez des sites web de qualité traitant du thème abordé ici, merci de compléter l'article en donnant les références utiles à sa vérifiabilité et en les liant à la section « Notes et références ».
Leyla Badirbeyli (azeri: Leyla Ağalar qızı Bədirbəyli) (Bakou, 8 janvier 1920 - 23 novembre 1999) est une actrice de théâtre et de cinéma azerbaïdjanais.

## Biographie
Sa mère Bika Khanum, était la fille de Musa khan à Shamkir. Son père, Aghalar Bey, était l'un des beys du village de cette région. 
Son intérêt pour l'art croît à l'époque où elle fréquente le club pour femmes Ali Bayramov avec sa mère. 
De 1937 à 1942, Leyla Badirbeyli devient soliste de l'Ensemble de chants et de danse de l'Orchestre philharmonique d'État d'Azerbaïdjan. De 1942 à 1975, elle travaille au Théâtre national académique dramatique azerbaïdjanais. Sa première représentation est Vafa de Rasul Rza.
En 1945, elle joue dans l’adaptation en film de l’opérette Archine mal alan dans lequel elle interprète le personnage principal, à l'invitation et à l'initiative d'Uzeyir Hadjibeyov. 
Elle se marie une première fois en 1936, puis en 1942. Elle est mère d'un fils de son premier mariage et de deux filles de son deuxième mariage. Elle perd son mari dans un accident de voiture et plus tard sa fille aînée. 
Elle est enterrée dans l'Allée d’honneur à Bakou. Le centenaire de sa naissance a été célébré en 2019.

## Distinction
- 1946 : Prix Staline
- Ordre d’Istiglal